# Dragonnades
 (mai 2009).
Si vous disposez d'ouvrages ou d'articles de référence ou si vous connaissez des sites web de qualité traitant du thème abordé ici, merci de compléter l'article en donnant les références utiles à sa vérifiabilité et en les liant à la section « Notes et références ».

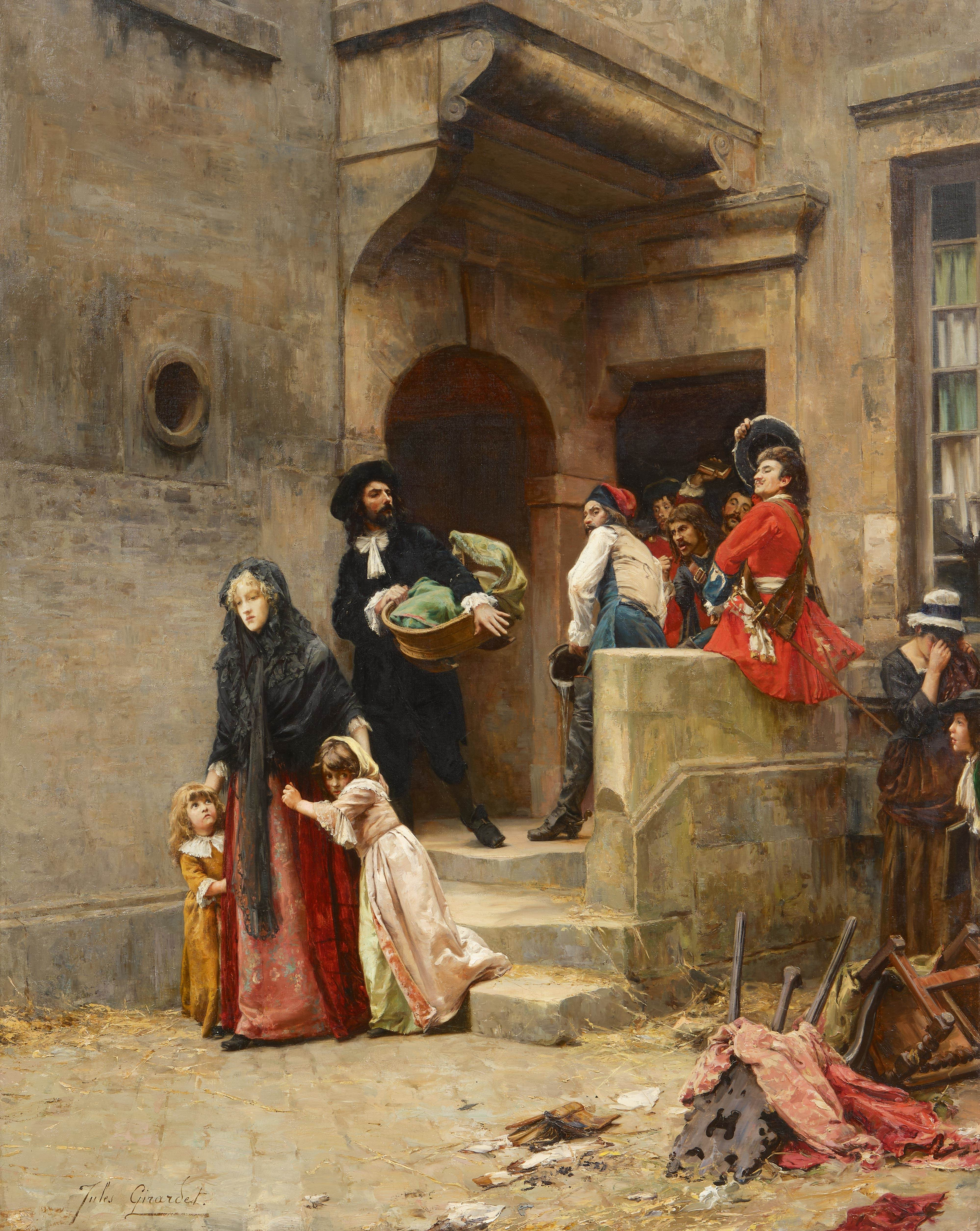
Un épisode des dragonnades, par Jules Girardet (1886).

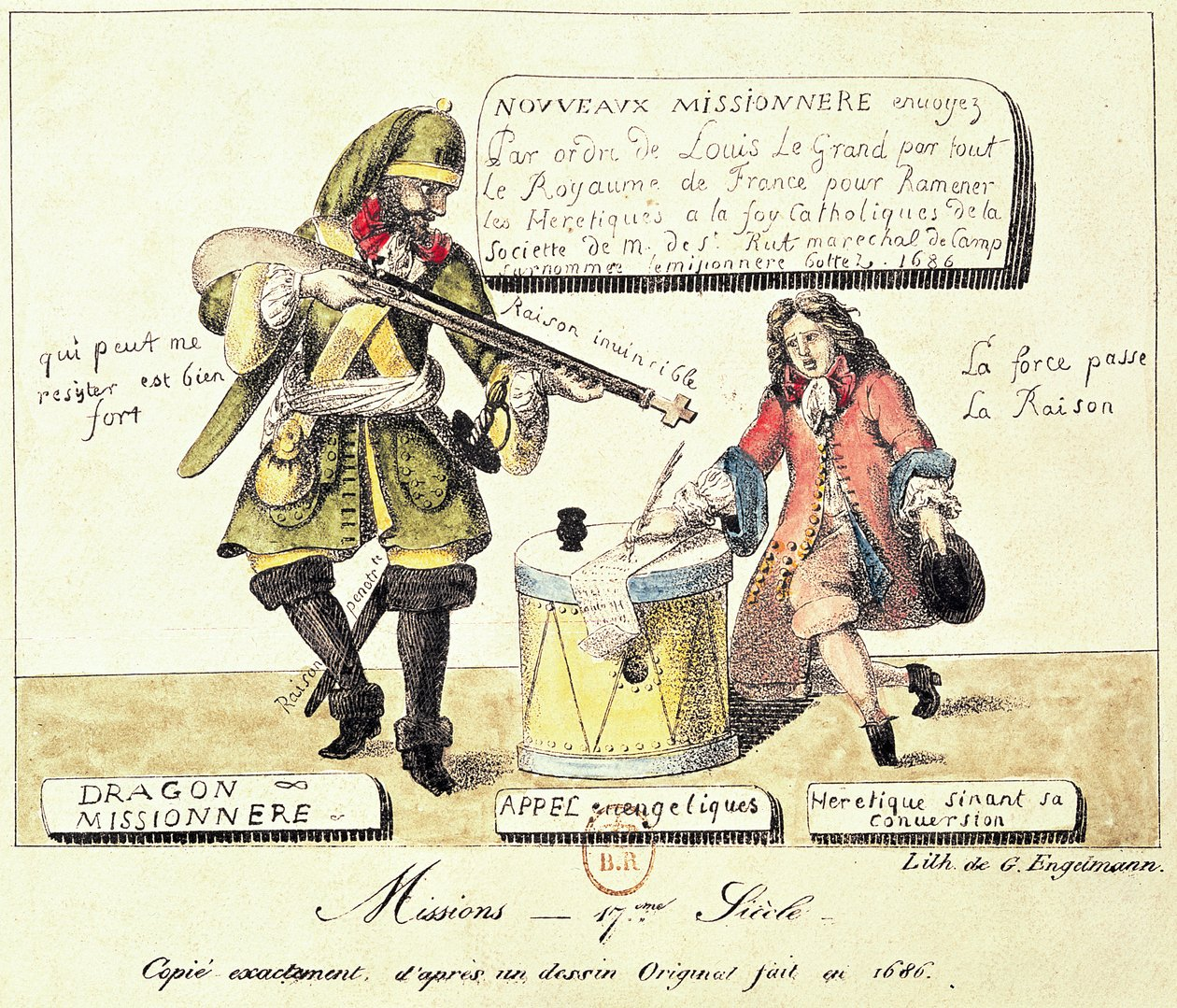
Le « dragon missionnaire » : Qui peut me résister est bien fort.

Les dragonnades sont les persécutions dirigées sous le règne de Louis XIV contre les communautés protestantes du royaume de France durant les années 1680, avant et après la révocation en 1685 de l'édit de Nantes (1598), qui avait autorisé le protestantisme et le culte protestant. Ces persécutions, destinées à inciter les protestants à se convertir au catholicisme, furent de nouveau utilisées à l'occasion sous le règne de Louis XV.
Les dragons étaient des soldats réguliers, parfois envoyés chez des contribuables redevables d'arriérés, qui devaient les loger à leurs frais jusqu'au paiement effectif de leur dette. 
Dans les faits, ce ne sont pas toujours des dragons qui effectuèrent les dragonnades antiprotestantes.

## Chronologie des dragonnades

### 1681-1686
- 1681 : premières dragonnades en Poitou, en Aunis et en Saintonge[1],[2]. L'un des premiers lieux, peut être le premier lieu où se déroulèrent les dragonnades en Poitou a été l'actuel lieu dit "Bois le Bon" à Saint Sauvant dans la Vienne (86).
- 18 juillet 1683 : dragonnades en Vivarais.
- Septembre-octobre 1683 : dragonnades au Chambon-sur-Lignon, au Mazet-Saint-Voy et à Tence.
- Hiver 1684 : dragonnades dans le bailliage de Seltz en Alsace.
- Juillet 1685 : dragonnades à Pau, en Poitou, à Castres, dans la vallée du Rhône et en Dauphiné[1].
- 11 août 1685 : dragonnades à Bergerac.
- 20 août 1685 : dragonnades à Montauban.
- 1685 : dans le Luberon, dragonnades à Lacoste, Mérindol, Lourmarin, Joucas, Cabrières, anciens fiefs vaudois.
- Septembre 1685 : dragonnades en Cévennes, Haut et Bas-Languedoc.
- Octobre 1685 : dragonnades en Normandie, dans la Brie puis en Champagne.
- 18 octobre 1685 : édit de Fontainebleau (révocation de l'édit de Nantes)[1]
- 26 octobre 1685 : dragonnades à Rouen.
- 13 novembre 1685 : dragonnades à Caen.
- 17 novembre 1685 : dragonnades à Montivilliers.
- 28 novembre 1685 : dragonnades à Gruchet-Saint-Siméon.
- 29 novembre 1685 : dragonnades au Havre.
- Novembre 1685, dragonnades dans les régions du Nord et de l'Est, à Chartres, Dieppe, Nantes, puis dans le diocèse de Meaux, en Champagne et à Sedan.
- Décembre 1685 : dragonnades dans la Brie jusqu'à Soissons.
- 28 juillet 1686 : dragonnades à Metz.

### 1744-1759
- du 20 décembre 1744 au 1er mai 1745 : dragonnades à Millau et dans le Rouergue.
- 1758 : dragonnades en Béarn (Orthez, Salies et Bellocq) et en Guyenne (Sainte-Foy, Bregerac, Tonneins et Clairac), à Jonzac, le Louis, Segonzac.
- 1759 : dragonnades à Chez-Piet.

### Nombre de conversions obtenues (années 1680)
La première dragonnade organisée en 1681 par l'intendant du Poitou, René de Marillac, permit à cet agent du pouvoir royal d'annoncer 30 000 conversions obtenues entre août et novembre. « Le procédé imaginé par Marillac était le logement forcé des troupes dans les logis des réformés qui devaient satisfaire toutes leurs exigences ». En une seule année, ce sont près de 38 000 abjurations qui sont comptabilisées.
Les dragonnades qui s'étaient multipliées et étendues au cours de l'année 1685 entraînèrent des conversions en masse . On estime qu'à la fin de l'été 1685 – soit avant l'édit de Fontainebleau –, le nombre de ceux qui signèrent sous la contrainte une confession de foi catholique préparée à cette fin atteignit environ 400 000.

## Histoire

### Les «missions bottées» de Louvois (1681)

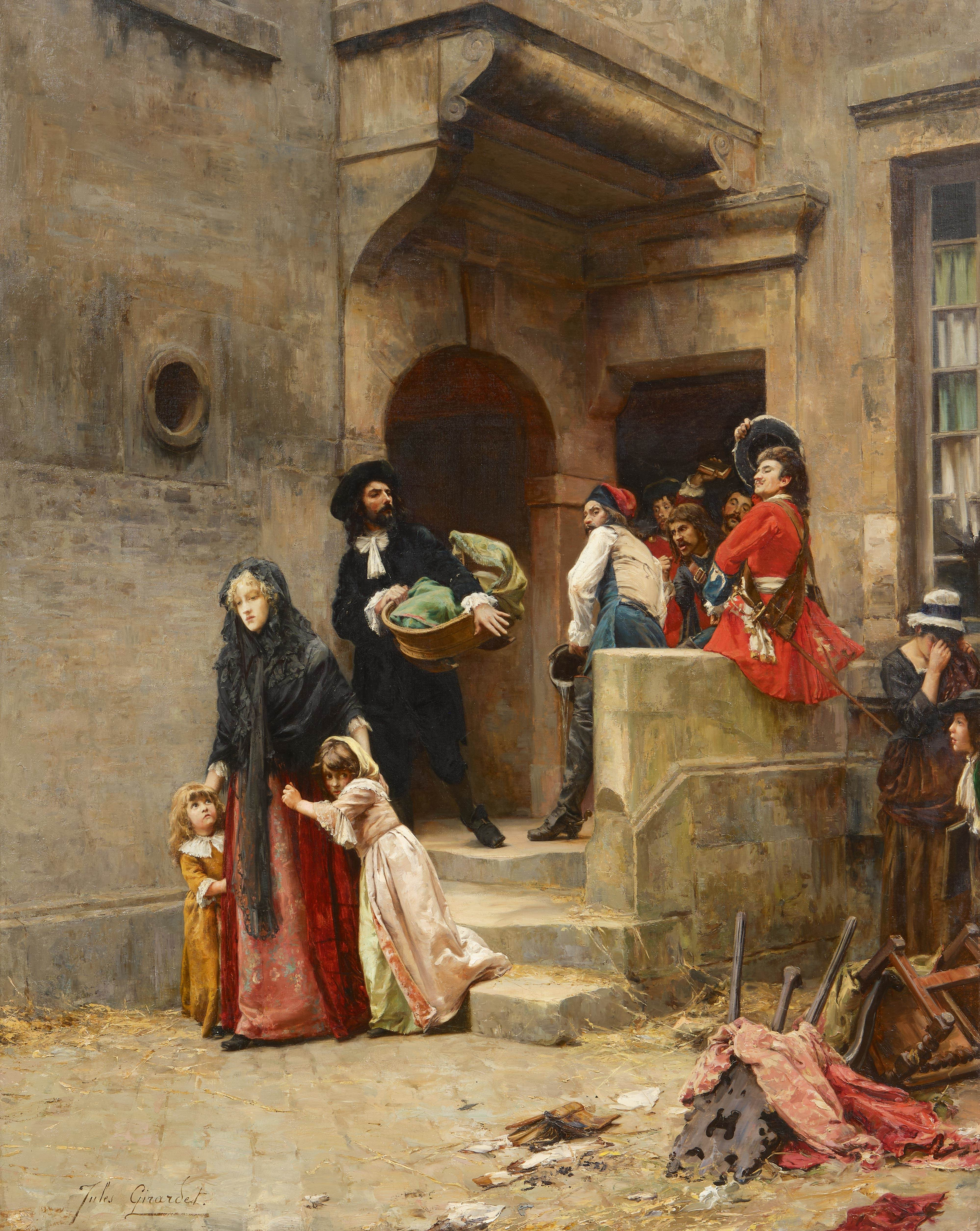
Épisode des Dragonnades, huile sur toile de Jules Girardet, 1886.

Louvois lança en 1681 des opérations de conversion dans deux provinces qui dépendaient de lui : le Limousin et le Poitou. Il écrivit aux intendants en leur recommandant d'accabler les protestants de cavaliers à loger : « Si, suivant une répartition où ils en devraient porter dix, vous pouvez leur en faire donner vingt. »
René de Marillac, l'intendant du Poitou, ordonna de contrôler le rôle des tailles et de marquer les réformés dans la marge afin de les « grever », tant pour l'impôt que pour le logement des gens de guerre. Les convertis étaient, en revanche, exempts de tout alourdissement de charge. L'effet de ces persécution dépassa l'espérance de Louvois. Des milliers de protestants se déclarèrent catholiques, tandis que ceux de l'Aunis et de la Saintonge, pays maritimes, émigraient en foule. 
Colbert s'étant ému de cet état de choses en avisa le roi et obtint trois mesures réparatrices : l'interdiction de ce moyen de conversion ; un ordre du conseil contre les violences qui « se faisaient en quelques lieux contre les religionnaires » et la destitution de Marillac, intendant du Poitou et son remplacement par le cousin de ce dernier Lamoignon de Basville. Mais la mort de Colbert en 1683 laissa les Le Tellier maîtres de la situation.

### Les premières dragonnades: Béarn, Bordelais, Languedoc (début 1685)
Elles précédèrent de quelques mois l'édit de Fontainebleau de 1685 qui révoquait l'édit de Nantes. 
Au début de l'année 1685, Louis XIV avait envoyé dans le Béarn une armée pour menacer l'Espagne. Pendant le séjour de ces troupes dans sa province, l'intendant 
Foucault déclara que le roi ne voulait plus qu'une seule religion dans ses États. Aussitôt il envoya les troupes contre les calvinistes, forcés de se convertir par les brutalités auxquelles ils furent soumis, et l'on annonça au roi que la grâce divine avait opéré ce miracle.
La première expédition connue sous le nom de « dragonnade » eut lieu lorsque, par suite des concessions de l'Espagne, la présence d'une armée étant devenue inutile dans le Béarn, Louvois, ordonna, par une lettre du 31 juillet 1685, au marquis de Boufflers d'employer ces troupes à supprimer l'« hérésie », ainsi que les catholiques appelaient la religion prétendue réformée (RPR) dans les généralités de Bordeaux et de Montauban. En réalité, l'infanterie fut également employée lors de cette opération mais, comme les dragons précédaient les autres corps de l'armée dans toutes les localités, qu'ils étaient assez peu disciplinés à cette époque et qu'ils commettaient le plus d'excès, c'est leur arme qui donna son nom à ces exécutions brutales. Par un comble de cruauté, les « dragonnés » devaient supporter eux-mêmes les frais de leur persécution par les troupes.
Le duc de Noailles, qui commandait dans le Languedoc, partagea avec le marquis de Boufflers la responsabilité des premières dragonnades. Leur succès fut prompt : à la seule vue des troupes, les conversions se faisaient par milliers.

« Les conversions, écrivait le duc de Noailles, à la fin de l'année 1685, ont été si générales et ont marché avec une si grande vitesse, que l'on n'en saurait assez remercier Dieu ni songer trop sérieusement aux moyens d'achever entièrement cet ouvrage, en donnant à ces peuples les instructions dont ils ont besoin et qu'ils demandent avec instance. »

### La révocation de l'édit de Nantes et la généralisation des dragonnades

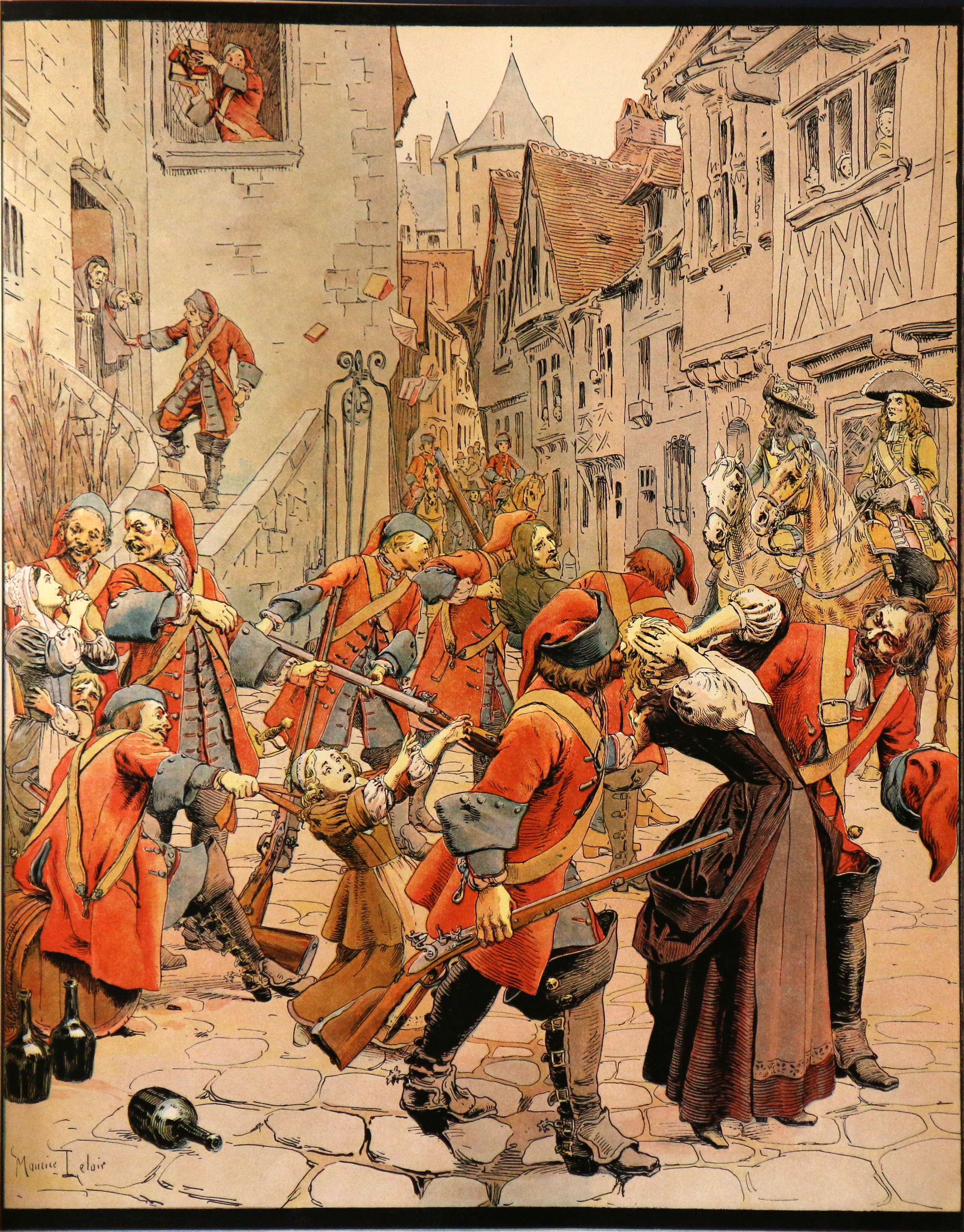
Dragonnade, illustration de Maurice Leloir, 1931.

Dans cette affaire, Louis XIV fut abusé[réf. nécessaire] par des courtisans vénaux ou fanatiques. Il était comblé de joie en recevant la liste des conversions, en général de 250 à 400 par jour. Persuadé que tout son royaume était catholique ou près de l'être, il devint convaincu qu'il pouvait sans dommages révoquer l'édit de Nantes. Dès lors, les dragonnades redoublèrent de rigueur et devinrent générales. Elles s'étendirent même hors France, dans les vallées du Piémont où elles furent plus atroces que partout ailleurs. 
Les conversions, dont on exagérait[réf. nécessaire] l'importance au roi, s'effectuaient avec un évêque, un intendant, un subdélégué ou un curé[pas clair] marchant à la tête des soldats. Les principales familles calvinistes, surtout celles qu'on croyait les plus faciles à convertir, étaient assemblées sur la place de l'endroit. Elles renonçaient à leur religion au nom des autres et les obstinés étaient livrés aux soldats, qui avaient toute licence, excepté celle de tuer[réf. nécessaire].
Les exécuteurs des dragonnades employaient aussi contre leurs victimes le feu, la brûlure, l'estrapade, la suspension par les parties les plus sensibles du corps[réf. nécessaire]. Les dragonnades eurent lieu partout comme en Bourgogne, en Poitou, en Champagne en Guyenne, en Normandie comme en Languedoc. Seul Paris, où « les cris, observe Voltaire, se seraient fait entendre au trône de trop près » n'eut pas à les subir. 
L'Alsace, quoique protégée par les traités, connut néanmoins des dragonnades dans les bailliages calvinistes ou luthériens, après les actes de réunion de 1680 et 1681, comme le bailliage réformé et palatin de Seltz en 1684 et le bailliage luthérien et hanauvo-lichtenbergeois d'Offendorf en 1685. Les dragons et les jésuites convertirent de force des villages entiers de la zone rhénane. À Seltz, vingt réformés, qui refusaient d'abjurer, furent noyés dans le Seltzbach[réf. nécessaire]. Par peur des dragonnades, des villages du comté de Hanau-Lichtenberg (Wœllenheim et Hohatzenheim) ou la seigneurie de Landersheim, abjurèrent le luthéranisme[réf. nécessaire].

Les réformés tentant de se soustraire aux dragonnades par la fuite étaient censés couvrir les frais de logement dans les hôtelleries locales des dragons auxquels ils tentaient d'échapper :

« Le provost et un lieutenant du régiment d'infanterie du roy logera chez Monsieur de la Bouillonnière, rue et paroisse Saint-Pierre, conformément aux ordres de sa Majesté. Fait en l'hôtel de Caen, le 13 novembre 1685 […] En cas que la maison ne soit ouverte, logeront à l'Aigle d'or, aux frais dudit sieur de la Bouillonnière. »

### Les dragonnades de Louis XV
Les dragonnades se multiplièrent durant toute la fin du règne de Louis XIV et même sous Louis XV. L'invention de Louvois lui survécut pendant près d'un siècle avant de tomber graduellement en désuétude. Les dragonnades devinrent le moyen régulièrement employé pour réduire les protestants récalcitrants de toute une contrée, pour obtenir d'eux des actes de catholicité et, par exemple, faire baptiser en masse leurs enfants. On cite comme particulièrement rigoureuses les dragonnades du Rouergue en 1745, du Languedoc en 1752, en Guyenne en 1758.
Comme si cela ne suffisait pas, de véritables brigands, pour prendre part à ce pillage général, se déguisaient en dragons « et faisaient plus de mal que les dragons mêmes, afin de justifier ce nom épouvantable ».

## Réactions aux dragonnades

### Christine de Suède (luthérienne convertie au catholicisme)
Quelques catholiques osèrent rappeler que ces conversions forcées n'étaient, pour l'Église, qu'autant de sacrilèges. L'ancienne reine Christine de Suède, elle-même convertie au catholicisme depuis 30 ans, qui vivait à Rome en catholique zélée depuis trente ans, a prétendument condamné les dragonnades dans une lettre apocryphe du 2 février 1686 à Hugues de Terlon (ancien ambassadeur de France en Suède), :

« De bonne foi, êtes-vous bien persuadé de la sincérité des nouveaux convertis ? Je souhaite qu'ils obéissent sincèrement à Dieu et à leur roi ; mais je crains leur opiniâtreté, et je ne voudrais pas avoir sur mon compte tous les sacrilèges que commettront ces catholiques, forcés par des missionnaires qui traitent trop cavalièrement nos saints mystères. Les gens de guerre sont d'étranges apôtres, et je les crois plus propres à tuer, à voler, à violer, qu'à persuader : aussi des relations (desquelles on ne peut douter) nous apprennent qu'ils s'acquittent de leur mission fort à leur mode. »

### Apologistes catholiques des dragonnades
Les dragonnades ont également trouvé des apologistes : 
- Traité dogmatique et historique des édits et autres moyens d'établir l'unité de l'Église catholique, par les RR. PP. Thomassin et Bordes de l'Oratoire, 3 vol. in-4°, 1703.
- Réponse aux plaintes des protestants, par Sainte-Marthe, bénédictin, 1688 ;
- Réponse à ce qu'on a écrit contre l'instruction pour les nouveaux catholiques, par le R. P. Doucin, jésuite, Caen, 1687.

### Auteurs protestants
Bayle et quelques écrivains calvinistes emploient le mot de « conversions dragonnes » sur lesquelles Jacques Pineton de Chambrun, pasteur d'Orange donne des détails dans son Histoire de la persécution des protestants en la principauté d'Orange, par le roi de France (de 1660 à 1687) publiée en anglais à Londres, en 1689, relation qui existe au British Museum.
Élie Benoît a donné, dans son Histoire de l'Édit de Nantes, publiée en Hollande en 1695, une description des diverses violences exercées par les soldats logés à discrétion chez les calvinistes réfractaires[non neutre] : ils faisaient quelquefois danser leurs hôtes jusqu'à ce que ceux-ci tombent en défaillance. Ils bernaient les autres jusqu'à ce qu'ils n'en puissent plus. Quand ils ne pouvaient forcer ces malheureux à fumer avec eux, ils leur soufflaient la fumée dans la figure. Ils leur faisaient avaler du tabac en feuilles. Quand ils ne pouvaient les faire boire de bonne volonté, ils leur mettaient un entonnoir dans la bouche pour leur faire avaler du vin ou de l'eau-de-vie. Si, dans un pareil état, ces infortunés laissaient échapper quelque parole qui pût passer pour un acte de conversion, les dragons les déclaraient catholiques sur-le-champ. À d'autres, ils faisaient boire de l'eau et les contraignaient d'en avaler vingt ou trente verres. On versa de l'eau bouillante dans la bouche à quelques-uns.[réf. nécessaire]
Les exécuteurs des dragonnades n'avaient ni plus de pitié ni plus de respect pour les femmes que pour les hommes[non neutre]. « Ils abusaient, dit un contemporain, de la tendre pudeur qui est une des propriétés de leur sexe, et ils s'en prévalaient pour leur faire de plus sensibles outrages. »[réf. nécessaire]. Ces récits de violence sexuelle ne sont nullement exagérés, ce dont atteste la concordance des sources, dont une quantité exceptionnelle provient des huguenots victimes ou apparentés à des victimes de ces violences.

Quant à la conduite des officiers dans ces circonstances, Élie Benoît observe que « Comme la plupart avaient plus d'honneur que leurs soldats, on craignit à la cour que leur présence n'empêchât les conversions, et on donna des ordres fort exprès aux intendants de ne les loger point avec leurs troupes, principalement chez les gentilshommes, de peur que par civilité ils ne repoussassent l'insolence des dragons ». Les relations du temps montrent pourtant que si les officiers ne partageaient pas les excès de leurs soldats, ils les acceptaient du moins[réf. nécessaire]. C'est ce qui a fait dire à Bayle :

« N'est-ce pas une chose qui fait honte au nom chrétien, que pendant que votre soldatesque a été logée dans les maisons de ceux de la religion, les gouverneurs, les intendants et les évêques aient tenu table ouverte pour les officiers des troupes, où on rapportait, pour divertir la compagnie, tous les bons tours dont les soldats s'étaient avisés pour faire peur à leurs hôtes, pour leur escroquer de l'argent. »

Les dégâts commis par les dragons convertisseurs n'étaient que trop comparables à leurs cruautés envers les personnes[non neutre]. « Il n'y avait point de meubles précieux, ou chez les riches marchands, ou chez les personnes de qualité, qu'ils ne prissent plaisir à gâter. Ils ne mettaient leurs chevaux que dans des chambres de parade. Ils leur faisaient litière de ballots de laine, ou de coton, ou de soie ; et quelquefois, par un barbare caprice, ils se faisaient donner le plus beau linge qu'il y eût, et des draps de toile de Hollande, pour y faire coucher leurs chevaux… Ils avaient ordre même de démolir les maisons des prétendus opiniâtres. Cela fut exécuté dans toutes les provinces… Dans les lieux où les gentilshommes avaient, ou des bois, ou des jardins, ou des allées plantées de beaux arbres, on les abattait sans formalité ni prétexte… Dans les terres mêmes des princes, on logeait des troupes à discrétion. Le prince de Condé voyait, pour ainsi dire, des fenêtres de sa maison de Chantilly, piller ses sujets, ruiner leurs maisons, traîner les inflexibles dans les cachots. Du seul village de Villiers-le-Bel, il fut emporté par les soldats, ou par d'autres voleurs qui prenaient le nom de dragons, plus de 200 charretées de bons meubles, sans compter ceux qu'on brûlait ou qu'on brisait. »[réf. nécessaire]

## Lieux et monuments
- La route des dragonnades, également appelée chemin royal entre Privas et Le Cheylard dans le département de l'Ardèche.
- Musée du Vivarais protestant à Le Bouschet-de-Pranles sur la commune de Pranles. La Maison de Pierre et Marie Durand est installé dans la maison même de Pierre et Marie Durand, deux grandes figures de la résistance protestante, est classée Monument historique. Ce musée relate les persécutions subies par les protestants après la révocation de l'édit de Nantes en 1685.
- Temple du Fival à Saint-Etienne-de-Serres

## Source
- Journal de Samuel de Pechels, (Je ne changerai pas, éd. Ampelos, 2008) : le 26 août 1685, deux mois avant la Révocation officielle de l'Édit de Nantes, les dragons de Louis XIV pillent la maison de Samuel de Pechels, bourgeois protestant de Montauban et s'y installent. Quelques jours plus tard, s'y ajoutent des fusiliers « missionnaires » qui chassent Samuel de Pechels, sa femme et ses 4 jeunes enfants. Séparé de sa famille, il est enfermé dans la Tour de Constance puis déporté aux Antilles).

### Sur le mot «dragonnades»
- William Duckett fils, Dictionnaire de la conversation et de la lecture, t. 8, Paris, Michel Lévy, 1854, p. 8-9
- Maurice Block, Dictionnaire général de la politique, Paris, O. Lorenz, 1873, p. 716-7